# Manndeckung
Im Fußball spricht man von Manndeckung, wenn das Spielsystem darauf aufgebaut ist, „Mann gegen Mann“ spielen zu lassen. Die direkte Zuordnung der Spieler zum Gegenspieler ist in den historischen Spielsystemen wie dem 3-5-2-System die taktische Vorgabe für die Abwehrspieler. Die Verteidiger sind bei manndeckenden Teams aufgeteilt in Manndecker, welche die gegnerischen Stürmer bewachen, und den „freien“ Mann in der Abwehr, den Libero.
Die Manndeckung beruht auf einer recht statischen Sicht auf Fußballsysteme. So sind die Abwehrspieler konsequent mit Abwehrarbeit beschäftigt. Während deutsche Mannschaften bis Ende der 1990er Jahre (und sogar darüber hinaus) mit der Manndeckung agierten, hatten andere Mannschaften bereits Ende der 1980er Jahre begonnen, auf die Viererkette oder die Dreierkette in der Abwehr umzustellen. Die Manndeckung ist Ausdruck für eine „europäische“ Ausrichtung im Fußball, die auf Sicherheitsdenken und konsequentem Zerstören des gegnerischen Spielaufbaus beruht. Der Catenaccio als defensivste Form der Manndeckung gilt als der Höhepunkt des sicheren Spiels. Während Fußballromantiker die Manndeckung als langweilig und zu ergebnisorientiert bezeichnen, sprechen einige Fußballstatistiken für die Manndeckung als erfolgreiches System. So wurde Deutschland mit Manndeckung bisher dreimal Weltmeister (1954, 1974 und 1990). Inzwischen wird allerdings auch in der deutschen Nationalmannschaft ein Spielsystem mit Viererkette praktiziert.
Einer der letzten großen Erfolge einer Mannschaft mit diesem Spielsystem war der Sieg der Griechen bei der Fußball-Europameisterschaft 2004. Der Trainer der Griechen, Otto Rehhagel, hatte seine Mannschaft konsequent mit Manndeckung spielen lassen.
Modernere Spielsysteme beruhen auf der Raumdeckung.
Als Vorteile der Manndeckung wurden mehrere Gründe angesehen:
- Die klare Aufgabenverteilung.
- Man konnte sich speziell auf die Eigenarten nur eines Gegenspielers einstimmen.
- Man stellte den „passenden“ Gegenspieler – körperlich wie auch von den Spieleigenschaften her – zum gegnerischen Dribbler, Kopfballspezialist, Spielmacher, Sprinter.
- Sensible Gegenspieler resignieren eher bei enger Manndeckung.

Demgegenüber gab es auch bekannte Nachteile der Manndeckung:
- Lauftempo und Laufwege werden durch den Gegner aufgezwungen.
- Durch taktische Maßnahmen kann der Gegner Spieler auf ungünstige Positionen locken oder gar dazu zwingen, torgefährliche Räume freizumachen.
- Bei Überspieltsein eines Abwehrspielers kann es zu Unordnung in der Deckung kommen; vor allem dann, wenn der „Libero“ nicht sofort zu Stelle sein kann.

Teilweise wird im Eishockey auch Manndeckung betrieben, vor allem wenn die gleiche Anzahl an Spielern auf dem Eis ist.
Im Handball wird die Maßnahme der Manndeckung – auch kurze Deckung genannt – meist dann in der Abwehr angewendet, wenn bei der gegnerischen Mannschaft ein besonders spielstarker Spieler an Torerfolgen gehindert werden soll. Durch die kurze Deckung ist dieser Spieler für seine Mitspieler schwieriger anspielbar und wird so „aus dem Spiel genommen“.
Beim Basketball wird die „Mann-Mann-Verteidigung“ (MMV) ebenfalls praktiziert. Besitzt der Angreifer den Ball, muss der direkte Weg zum Korb durch die Position des Manndeckers blockiert sein. Variabel sind die Abstände zum Gegner: Bei besonders guten Werfern sollte der Abwehrspieler näher am Körper verteidigen, bei sehr schnellen Spielern sollte etwas mehr Platz gelassen werden.